# 日本のおんなシリーズ III
日本のおんなシリーズIII ニューヨークの恋はフジテレビが「平岩弓枝ドラマシリーズ」で1985年3月13日と同年3月20日に放送したテレビドラマである。
1977年7月からスタートし『平岩弓枝ドラマシリーズ』の最終作で、1979年にスタートした日本のおんなシリーズの前作の日本のおんなシリーズII以来4年振りのシリーズドラマである。嫁姑物のドラマは「ナショナル木曜劇場」の実質的な後継枠となった。

## 概要
元泥棒の加田伸吉がかつて想いを寄せていた上村由利子と再会する。彼女が経営するニューヨークの日本レストランを乗っ取ろうとする。

## 出演者
- 上村由利子:池内淳子
- 加田伸吉:中村勘三郎
- 三浦洋一
- 大村崑
- 結城美栄子
- 乙羽信子
- 渥美国泰

## スタッフ
- 作-平岩弓枝
- 演出